# International Football Association Board
International Football Association Board (IFAB) este organul care determină regulile fotbalului.